# Oxted
Oxted is een civil parish in het bestuurlijke gebied Tandridge, in het Engelse graafschap Surrey met 11.314 inwoners.
Oxted komt in het Domesday Book van 1086 voor als Acstede.
In Oxted is de golfbaan van de Tandridge Golf Club gevestigd.

## Overleden
- Gerard Dogger (1919-1985), Nederlands marineofficier en verzetsstrijder